# Jean Metzinger
Jean Metzinger, född 24 juni 1883 i Nantes, död 3 november 1956 i Paris, var en fransk målare och kubist som räknas till Parisskolan.

## Biografi
Jean Metzinger studerade i Paris. Han tog starka intryck av neoimpressionismen och senare av kubismen. Han utgav 1912 den konstteoretiska Du Cubisme tillsammans med Albert Gleizes. (Originalutgåvan finns på fem svenska bibliotek.)
I juli 1937 beslagtogs Metzingers oljemålning En canot / Im Boot (1913) från sin permanenta visning sedan sju år tillbaka på Kronprinzenpalais i Berlin. Därefter visades den på den avsiktligt nedvärderande, nazistiska vandringsutställningen Entartete Kunst i olika tyska städer fram till 1938. Dess vidare öde beskrivs som "okänt".
Jean Metzinger är representerad bland annat vid Göteborgs konstmuseum.

## Galleri

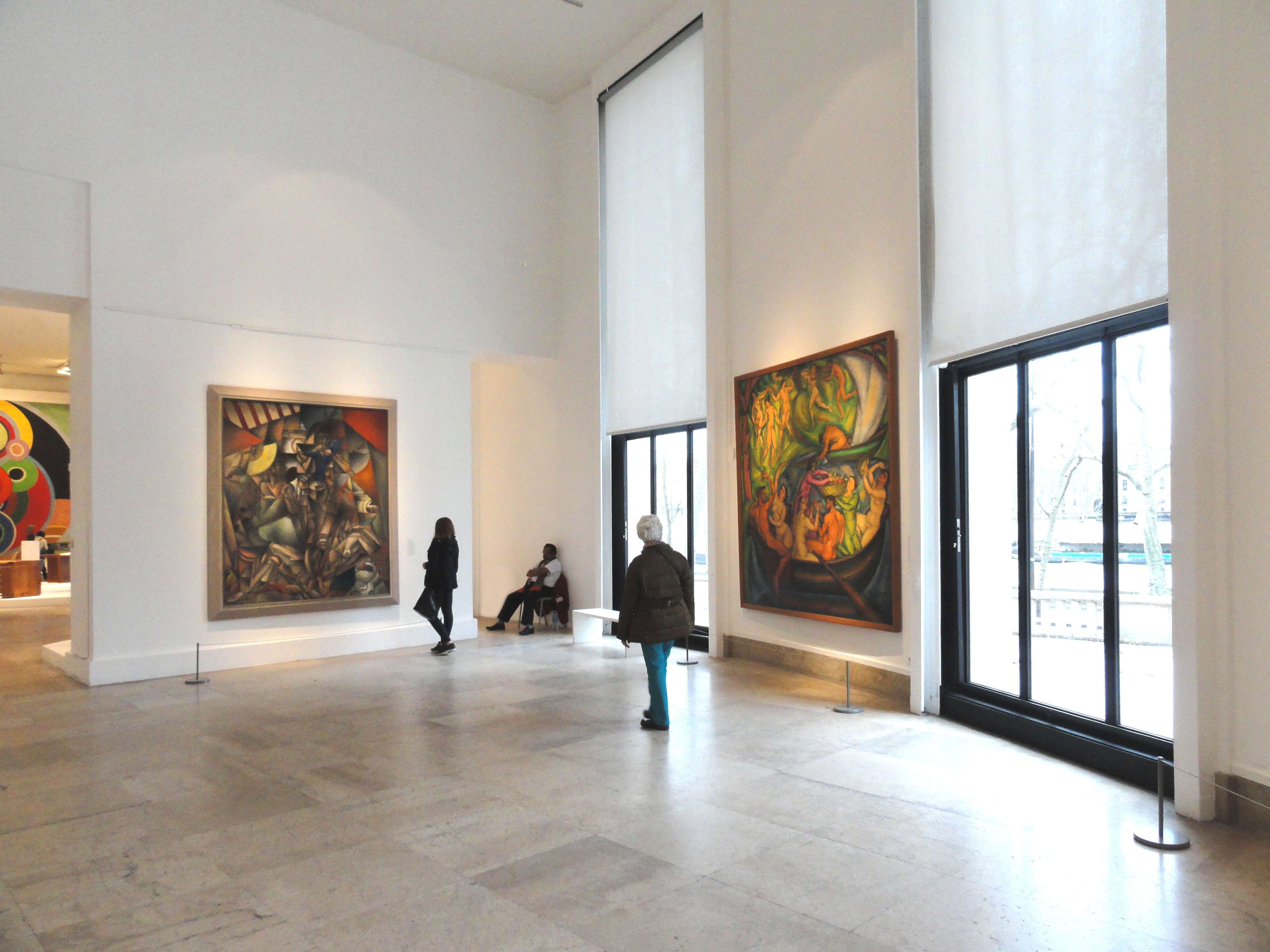
Kubistsalen på Musée d'art moderne de la ville de Paris. Till vänster: L'Oiseau bleu (1912-1913) av Metzinger. Till höger: Le partie de plaisir (1910) av André Lhote.

## Publikationer (urval)
- Du Cubisme, en collaboration avec Albert Gleizes (Paris: Édition Figuière, 1912)